# سول‌کالیبر (بازی ویدئویی)
سول‌کالیبر (به انگلیسی: ソウルキャリバー SōruKyaribā) یک بازی ویدئویی در سبک مبارزه‌ای بر پایه سلاح است که توسط پراجکت سول ساخته شده و شرکت نامکو آن را در سال ۱۹۹۸، بر روی دستگاه آرکید منتشر کرد. این دومین قسمت از مجموعه بازی‌های مبارزه‌ای سول‌کالیبر و بعد از نسخه سول اج است. سول کالیبر در ابتدا بر روی سخت‌افزار آرکید نامکو سیستم ۱۲ منتشر شد و بعد از آن با یک ارتقاء جدید شامل گرافیک بهتر و جزئیات بیشتر در سال ۱۹۹۹ برای کنسول دریم‌کست منتشر شد. همچنین نسخه قابل دانلود آن از ژوئیه ۲۰۰۸ در ایکس‌باکس لایو برای کنسول ایکس‌باکس ۳۶۰ در دسترس قرار گرفت. سول کالیبر نام شمشیر مقدسی است که برای مبارزه با شمشیر اهریمنی سول اج خلق شده است و خط سیر داستان این سری حول محور آن می‌گردد.
سول کالیبر به عنوان یکی از بهترین و پرفروش‌ترین بازی‌های دریم‌کست و همچنین یکی از بازی‌هایی است که بهترین نقدها را از منتقدین وبگاه‌های مختلف دریافت کرده‌است و با امتیاز ۹۶٫۹۴ از ۱۰۰ به عنوان پنجمین بازی برتر در وبگاه گیم رنکینگز قرار دارد.

## شخصیت‌ها
- میتسوروگی
- سروانتس
- سوفیتیا
- تاکی
- زیگفرید
- ولدو
- راک
- سونگ مینا
- هانگ
- سول اج
- سون هانگ میونگ
- استراث
- نایتمر
- لیزاردمن
- ماکسی
- آیوی
- چای شانفا
- یوشیمیتسو